# Marquesado de Andía
El marquesado de Andía es un título nobiliario español concedido por el rey Carlos II el 20 de febrero de 1695, con el vizcondado previo de Zudayre, a Diego Remírez de Baquedano y López de Arcaya.
El nombre hace referencia al patronato de la Real Abadía de Andía y al señorío de su jurisdicción civil y criminal que ejercía el primer concesionario.

## Marqueses de Andía
|                        | Titular                                          | Periodo                |
| Creación por Carlos II | Creación por Carlos II                           | Creación por Carlos II |
| ---------------------- | ------------------------------------------------ | ---------------------- |
| I                      | Diego Remírez de Baquedano y López de Arcaya     | 1695-1695              |
| II                     | Juan Remírez de Baquedano y Eulate               | 1695-1723              |
| III                    | Juan Francisco Remírez de Baquedano y Raja       | 1723-1766              |
| IV                     | Juan Antonio Remírez de Baquedano y Zúñiga       | 1766-1786              |
| V                      | María Dominga Remírez de Baquedano y Quiñones    | 1786-1848              |
| VI                     | Ángel de Saavedra y Remírez de Baquedano         | 1850-1865              |
| VII                    | Enrique Ramírez de Saavedra y Cueto              | 1865-1914              |
| VIII                   | María del Consuelo Ramírez de Saavedra y Anduaga | 1915-1970              |
| IX                     | Álvaro Sainz y Ramírez de Saavedra               | 1971-2018              |
| X                      | Álvaro Sainz Martín                              | 2018-                  |

## Historia de los marqueses de Andía
- Diego Remírez de Baquedano y López de Arcaya (bautizado en San Martín de Améscoa el 3 de julio de 1617, testó el 28 de abril de 1695[4]) I marqués de Andía.[1]

Contrajo matrimonio en Zudaire el 23 de septiembre de 1642 con María Álvarez de Eulate y Albizú. Le sucedió su hijo:
- Juan Remírez de Baquedano y Álvarez de Eulate (bautizado en San Martín de Améscoa el 14 de mayo de 1645) II marqués de Andía.[1][5] Le sucedió su sobrino:

- Juan Francisco Remírez de Baquedano y Raja (25 de junio de 1700-Madrid, 9 de septiembre de 1766), III marqués de Andía.[6][1]

Contrajo matrimonio en Guadalajara el 4 de junio de 1719 con María Teresa de Zúñiga y Molina, IV marquesa de la Rivera. Le sucedió su hijo:
- Juan Antonio Remírez de Baquedano y Quiñones (Guadalajara 24 de junio de 1722-Madrid 26 de marzo de 1786) IV marqués de Andía[7][1][8] y IV marqués de la Rivera.

Contrajo matrimonio en Medina de Ríoseco el 24 de junio de 1745 con Petra de Quiñones y Álamos, V marquesa de Villasinda y VII condesa de Sevilla La Nueva, hija de José Anselmo de Quiñones y Herrera y de Eugenia Francisca de Alamós y Miranda.
- María Dominga Remírez de Baquedano y Quiñones (bautizada en Madrid el 25 de mayo de 1763-8 de marzo de 1848[9]) V marquesa de Andía,[7][1] X marquesa de Auñón, VI marquesa de la Rivera, VI marquesa de Villasinda y VIII condesa de Sevilla La Nueva.[7]

Contrajo matrimonio en Madrid el 29 de mayo de 1782 con Juan Martín Pérez de Saavedra y Saavedra, VII marqués de Rivas y I duque de Rivas.
- Ángel de Saavedra y Remírez de Baquedano (Córdoba 10 de marzo de 1790-Madrid 10 de junio de 1885) VI marqués de Andía[10][11] III duque de Rivas,[10] VI marquesado del Villar, X marqués de Auñón, VII marqués de la Rivera y VI marqués de Villasinda.[10][12]

Contrajo matrimonio el 5 de mayo de 1825 con Encarnación Cueto y Ortega.
- Enrique Ramírez de Saavedra y Cueto (13 de septiembre de 1828-7 de noviembre de 1914) VII marqués de Andía,[10][13] IV duque de Rivas, VIII marqués de Villasinda, VIII marqués de Bogaraya y XII marqués de Auñón.[10]

Contrajo matrimonio el 10 de agosto de 1864 con Celina Alfonso y Aldama. Le sucedió su nieta.
- María del Consuelo Ramírez de Saavedra y Anduaga (Castellón de la Plana 23 de junio de 1897-Madrid 6 de octubre de 1970), VIII marquesa de Andía[10][14] y V duquesa de Rivas.

Contrajo matrimonio con Victoriano Sainz de la Cuesta. Sucedió su hijo.
- Álvaro Sainz y Ramírez de Saavedra (n. Madrid, 23 de mayo de 1927), IX marqués de Andía[15][16] y marqués de Oyra.

Contrajo matrimonio con Myriam Martín de Santiago Concha. Sucedió su hijo.
- Álvaro Sainz Martín (n. Madrid, 29 de marzo de 1958), X marqués de Andía[10][17]